# وست گرنستد
وست گرنستد (به انگلیسی: West Grinstead) یک روستا و محله مدنی در بریتانیا است که در Horsham District واقع شده‌است. وست گرنستد ۲۵٫۸۴ کیلومتر مربع مساحت و ۲٬۹۳۴ نفر جمعیت دارد.